# Slipsten

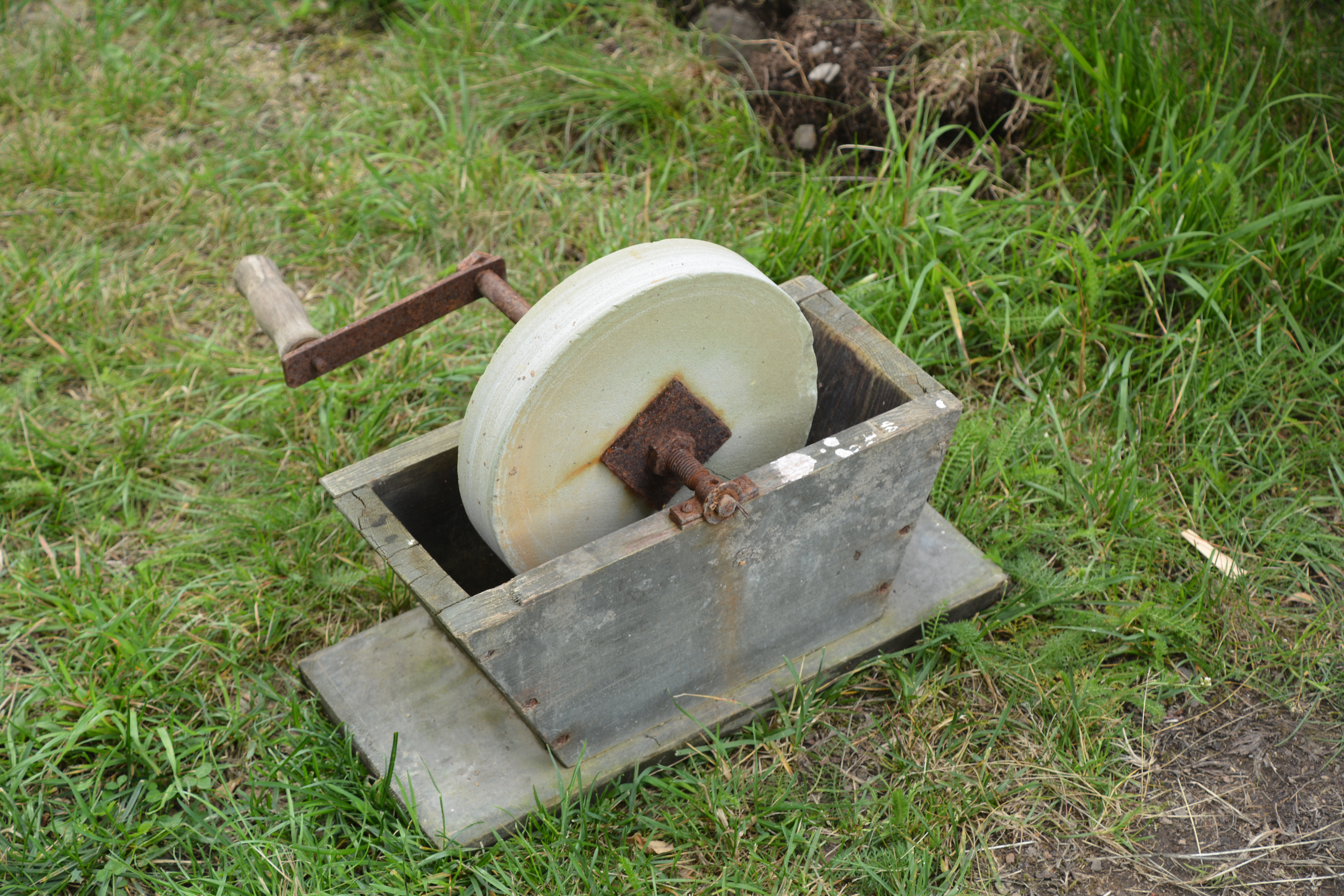
Mindre svensk vevdragen sandstenslipsten, använd traditionellt på bondgårdar och i lanthudhåll, från 1900-talets första hälft

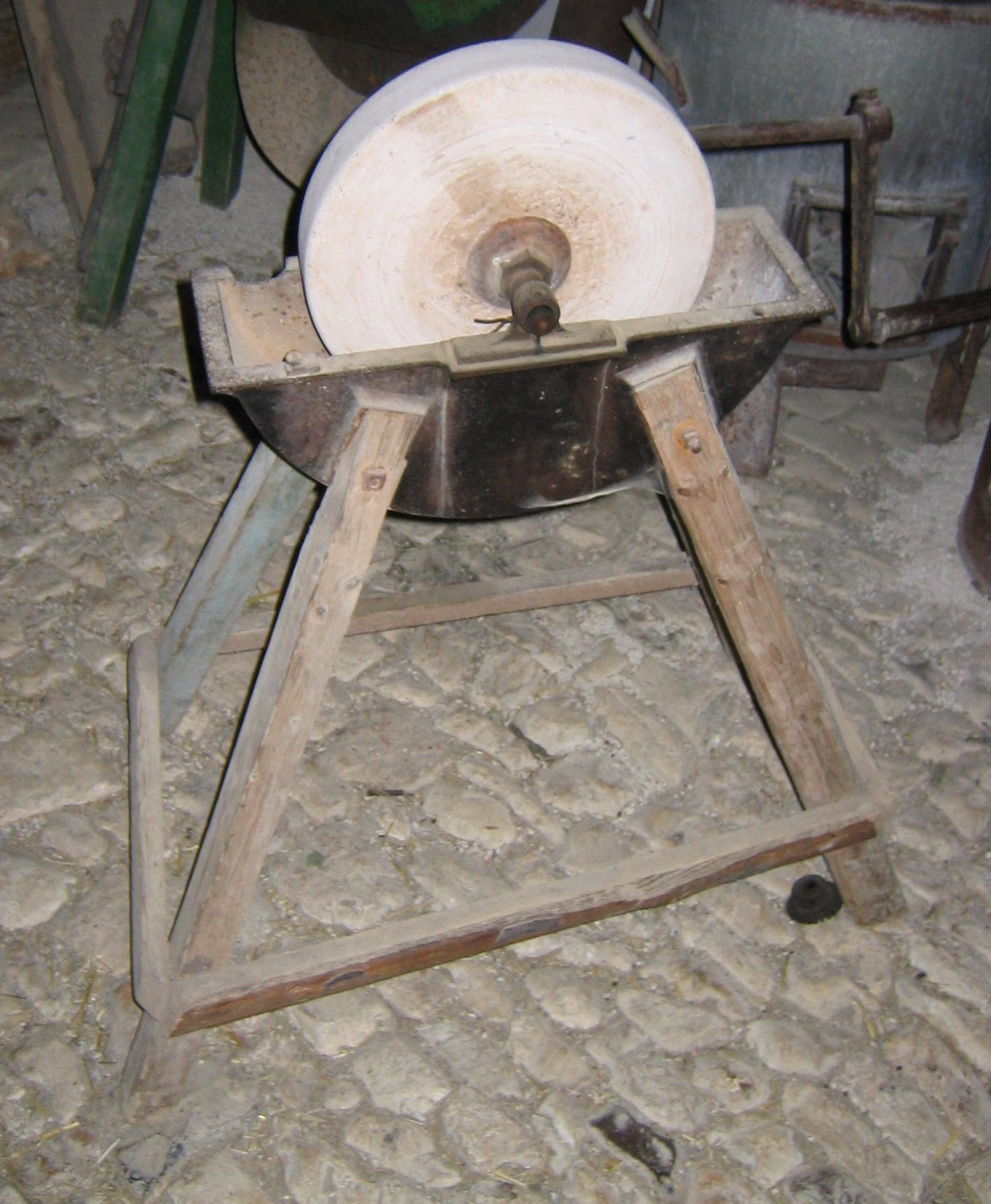

Slipsten är en anordning för slipning av eggverktyg. Den består oftast av en roterande sten.
Det finns två huvudtyper av slipstenar. En snabbgående konststen med relativt liten diameter som används torr och en långsamgående natursandsten eller aluminiumoxidsten med större diameter som används med vatten. Den snabbgående stenen ger hög avverkning med risk för överhettning om inte eggen kyls regelbundet samt en viss konkavhet i slipfasen. Den långsamgående stenen avverkar långsammare men kyler eggen hela tiden och ger obetydlig konkavhet i slipfasen.
Naturslipstenar tas ur sandstensbrott. Gotland och Orsa i Dalarna har levererat flertalet av Sveriges slipstenar genom åren. Konstslipstenar tillverkas av smärgel, aluminiumoxid eller andra hårda mineral.
Slipning, som kan utföras mot eller med slipstenens rotationsriktning görs för att återställa eggens vinkel och därmed skärpan efter slitage och upprepade bryningar eller för att åstadkomma en ny eggvinkel. Efter slipning behandlas verktyget med bryne och strigel.
Ordet "slipsten" är belagt i svenska språket sedan 1400-talets första hälft. Uttrycket "så ska en slipsten dras" syftar på hur man ska bete sig för att nå ett visst önskat resultat.